# Elijah Litana
Elijah Litana (5 de dezembro de 1970) é um ex-futebolista zambiano que atuava como zagueiro.

## Carreira
Sua carreira em clubes foi curta, defendendo apenas Roan United e Al-Hilal, pelo qual venceu 2 vezes o Campeonato Saudita, em 1995–96 e 1997–98. Litana se aposentou com apenas 29 anos, após dar um tiro acidental em sua perna.

## Seleção Zambiana
Sichone atuou pela Seleção Zambiana em 4 edições da Copa Africana de Nações (1994, 1996, 1998 e 2000). Pelos Chipolopolo, foram 51 partidas (1 não-oficial) e 5 gols marcados em 7 anos de carreira internacional.

## Títulos
Al-Hilal
- Campeonato Saudita: 1995–96, 1997–98
- Copa da Coroa do Príncipe: 1999–00
- Liga dos Campeões da AFC: 1999–00
- Copa Asiática dos Campeões de Copa: 1996–97